# Đường Khaosan

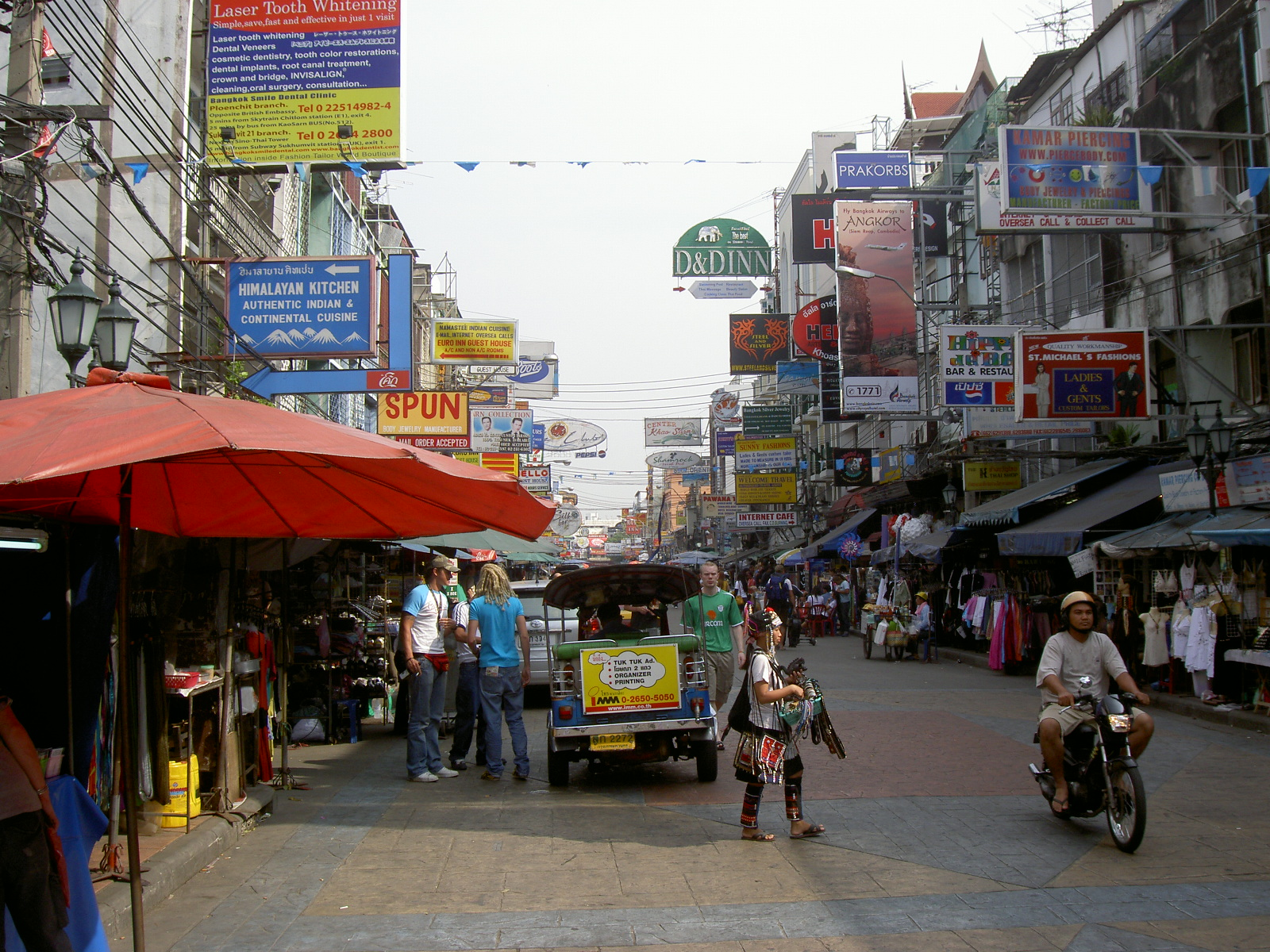
Đường Khaosan ban ngày

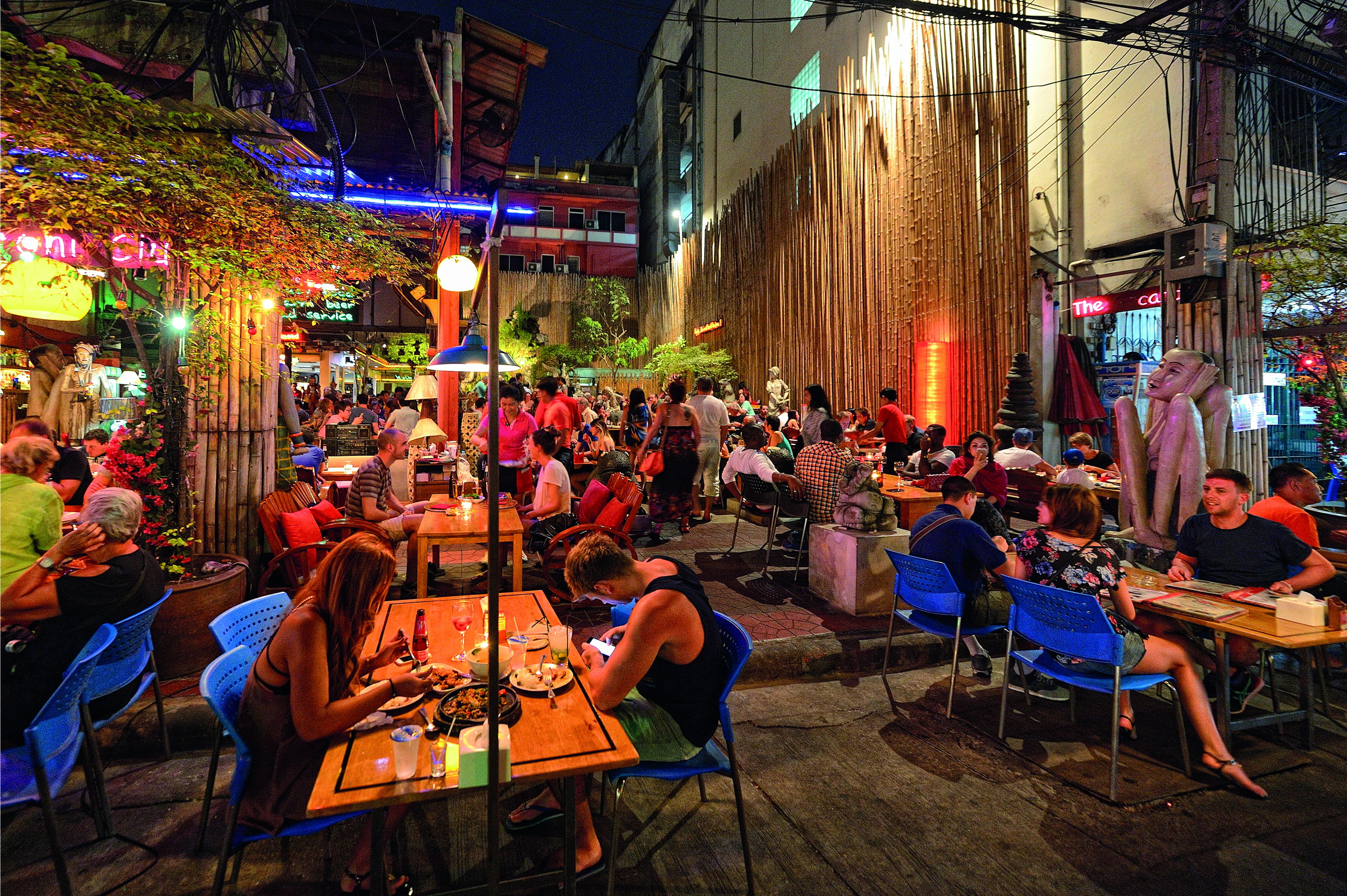
Đường Khaosan ban đêm

Đường Khaosan hoặc Đường Khao San (tiếng Thái: ถนนข้าวสาร) là một đoạn đường ngắn ở trung tâm Bangkok, Thái Lan. Nó nằm ở vùng Banglamphu (quận Phra Nakhon) cách Hoàng cung và Wat Phra Kaew 1 kilômét (0,62 mi) về phía Bắc.
"Khaosan" tạm dịch là "gạo xay", như một lời nhắc nhở rằng trước đây đường này là một khu chợ gạo lớn ở Bangkok. Tuy nhiên trong 20 năm qua, đường Khaosan đã phát triển thành khu "du lịch bụi" lớn nhất thế giới. Nó cung cấp nơi ở giá rẻ khác nhau từ kiểu khách sạn "chỉ một chiếc nệm trong phòng" đến khách sạn 3 sao giá cả hợp lý. Trong một bài viết của khách du lịch bụi nó về văn hóa đường Khaosan, Susan Orlean gọi nó là "nơi để biến mất". Nó còn là nền tảng của du lịch: các chuyến xe đến đây hằng ngày để đưa khách đi tất cả các địa điểm du lịch lớn ở Thái Lan, từ Chiang Mai ở phía Bắc đến Ko Pha Ngan ở phía Nam, và có rất nhiều đại lý du lịch giá rẻ, người có thể sắp xếp thị thực và vận chuyển đến các nước xung quanh như Campuchia, Lào, Malaysia, và Việt Nam.
Cửa hàng Khaosan bán đồ thủ công, tranh vẽ, quần áo, trái cây, CD lậu, DVD, một loạt ID giả, sách cũ, và nhiều mặt hàng hữu ích dành cho khách du lịch.
Vào buổi tối, đường phố biến thành các quán bar và âm nhạc được nổi lên, các hàng rong bán côn trùng nướng, đồ ăn nhẹ cho du khách.
Có một số quán pub và bar nơi khách du lịch có thể gặp gỡ nhau trong chuyến du lịch của họ. Khu này được quốc tế biết đến như là một trung tâm khiêu vũ, tiệc tùng, và một màn bắn nước khổng lồ được tổ chức vào dịp Tết Thái Lan (lễ hội Songkran) 13-15 tháng 4. Một nhà văn Thái đã mô tả Khaosan như "...một đoạn đường ngắn nhưng có giấc mơ dài nhất thế giới".
Một ngôi chùa Phật giáo dưới sự bảo trợ của hoàng gia, Wat Chana Songkram lâu đời, nằm đối diện đường Khaosan về phía Tây, trong khi khu vực phía Tây Bắc có một cộng đồng và nhà thờ Hồi Giáo nhỏ.

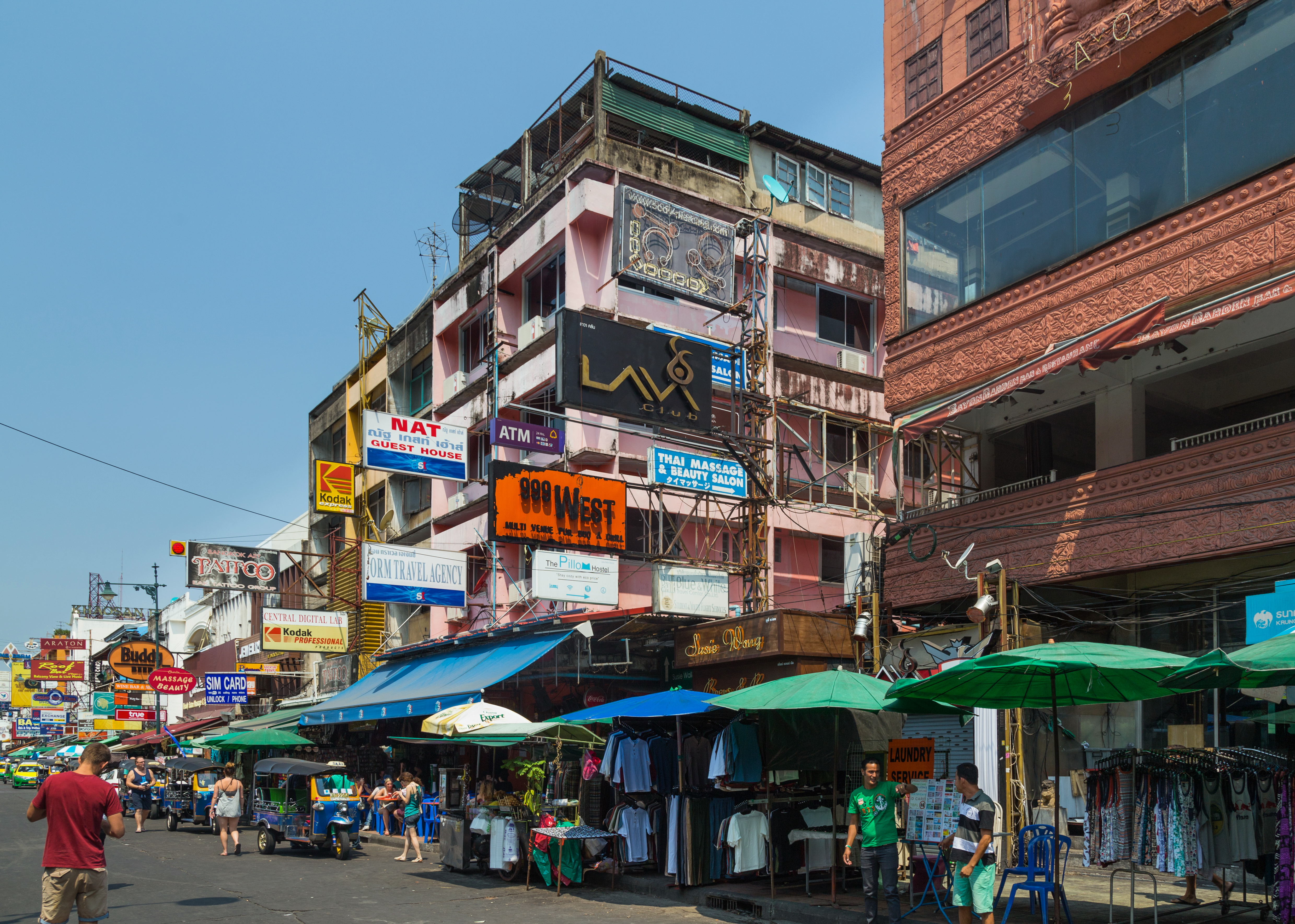
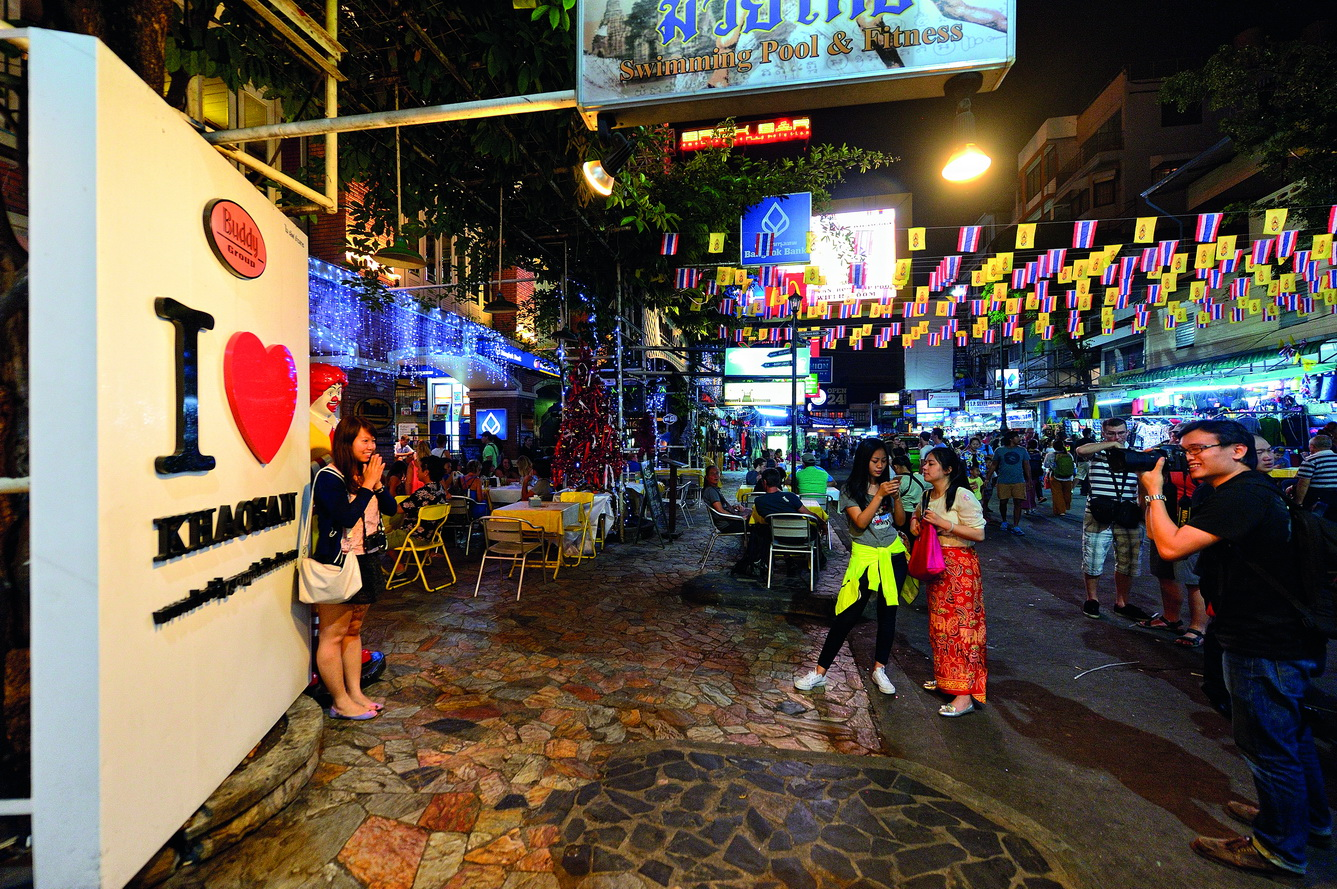
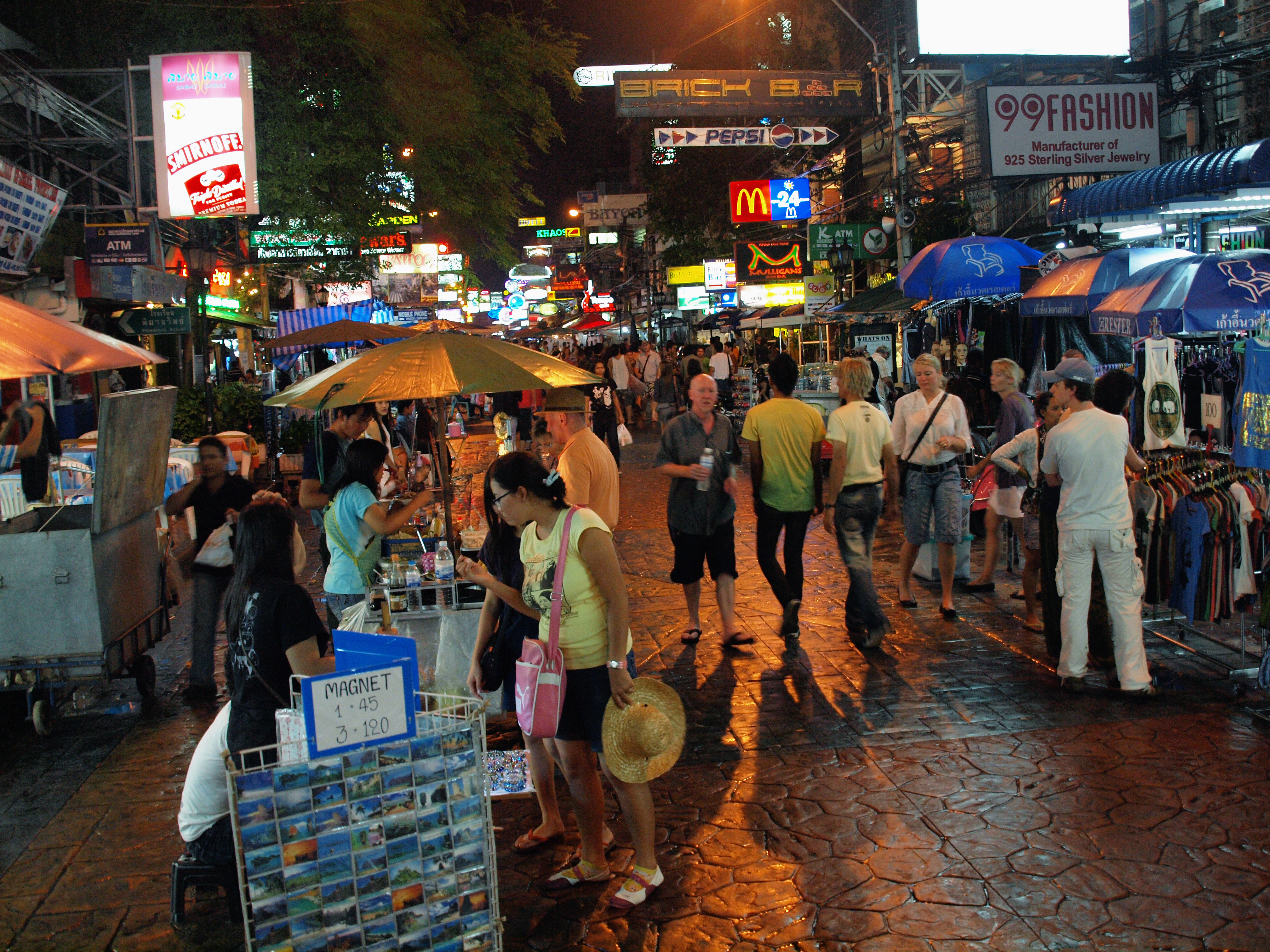
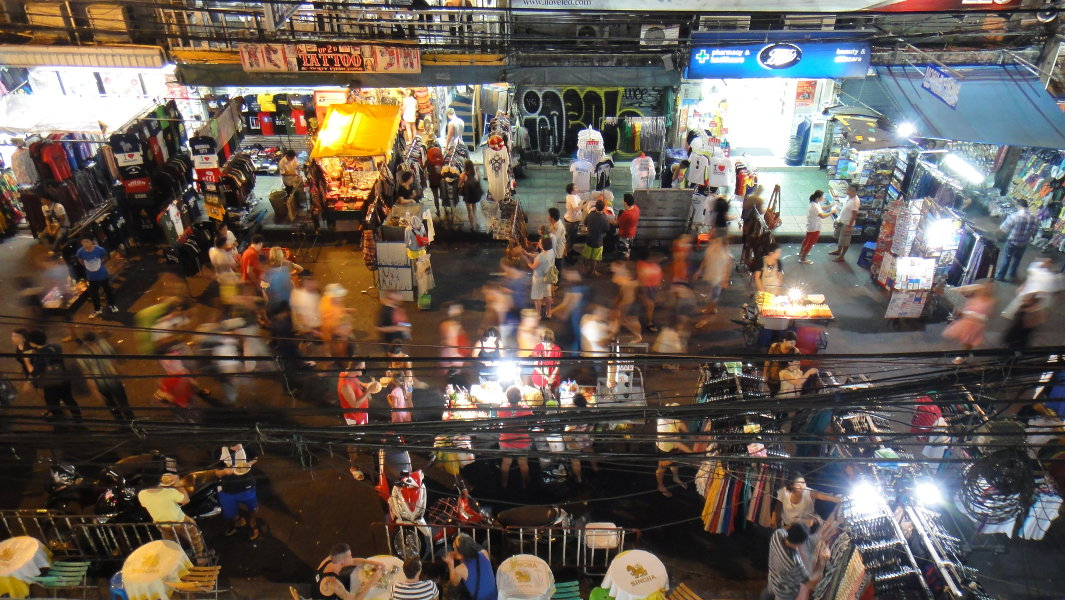

## Liên kết
- Hướng dẫn du lịch Khao San Road từ Wikivoyage
- Bản đồ của đường Khaosan
- Hướng dẫn đến Banglamphu và đường Khaosan
- Hướng dẫn đường Khaosan